# Viracachá
Viracachá (nombre completo Santa Bárbara de Viracachá), es un municipio localizado al norte de la Provincia de Márquez, se encuentra ubicado a 25 km de la Capital del Departamento de Boyacá, la mitad de trayecto es destapado y la siguiente mitad es pavimentado, es abundante en flora y fauna, su páramo es uno de los más extensos de la provincia.

## Toponimia
Significa '"Resplandor del agua en la oscuridad"

## Límites
- Norte: Soracá y Siachoque
- Este: Siachoque y Rondón
- Sur: Cienéga
- Oeste: Soracá

## Veredas
Viracachá está dividida en 10 veredas:
- Caros
- Centro
- Chen
- Galindos
- Icarina
- Isla
- Naranjos
- Parras
- Pirguatá
- Pueblo Viejo

## Atractivos turísticos
- Chorro de La Vieja
- Cruz del Castigo
- Cueva del Murciélago
- Fuente Toscana
- Iglesia Parroquial
- Piedra Respondona
- Quebrada de Rumá
- Las columnas de los indios.